# Dioumara Koussata
Dioumara Koussata is een gemeente (commune) in de regio Kayes in Mali. De gemeente telt 16.300 inwoners (2009).
De gemeente bestaat uit de volgende plaatsen:
- Ballabougou
- Barké -Fall
- Dioumara
- Doubabougou
- Kalandjango
- Konsambougou
- Madiga – Kouro
- Massala
- Sabousiré
- Sanakoro
- Sirakoro
- Sobougou
- Sofara
- Sourontiguila
- Tomikoro
- Tonkansigui
- Touba – Madina
- Zambougou